# Tone Float
Tone Float este primul și singurul album lansat de grupul experimental Organisation. Albumul s-a vândut în putine exemplare și a fost lansat doar în Marea Britanie. Albumul iese în evidență și în ziua de azi datorită faptului că doi dintre membrii trupei, Ralf Hutter și Florian Schneider-Esleben, au format mai târziu grupul Kraftwerk. "Tone Float" a fost produs de Konrad Plank.
Vânzarile acestui produs au fost slabe și RCA a optat să renunțe la trupă, care pe urmă s-a degradat.

## Lista melodiilor
1. Tone Float - 20:46
2. Milk Rock - 05:24
3. Silver Forest - 03:19
4. Rhythm Salad - 04:04
5. Noitasinagro - 07:46

Toate compozițiile de Schneider-Esleben, Hauf și Monicks.